# Klimaklub
Der Klimaklub (englisch climate club) ist der Vorschlag eines multinationalen Handelsabkommens in der Klimapolitik. Der Klimaklub beruht auf einem Entwurf des Wirtschaftswissenschaftlers William D. Nordhaus. Im Jahr 2021 wurde der Vorschlag in der Politik und Öffentlichkeit diskutiert. Im Jahr 2022 gründeten sieben Staaten einen Klimaclub.

## Konzept
Der Klimaklub ist die Idee, ein multinationales Handelsabkommen zwischen Staaten zu verabschieden, die sich beim Klimaschutz gegenseitig wirtschaftlich fördern und gemeinsame politische Rahmenbedingungen definieren, um so die globale Erwärmung zu reduzieren. Die Mitgliedsstaaten würden Mindeststandards zur Einhaltung von Klimazielen vereinbaren, die wirtschaftliche Transformation der Industrie vorantreiben, Handelsbeschränkungen untereinander abbauen und Strafzölle auf Nicht-Mitgliedsstaaten erheben. Wegen der Handelsschranken gegen Nicht-Mitglieder würden den Teilnehmer-Staaten Vorteile entstehen und Anreize zur Unterzeichnung geschaffen. Er ist gedacht als Ergänzung zum Übereinkommen von Paris des Jahres 2015 und der Klimarahmenkonvention der Vereinten Nationen.

## Entwicklung

### Wissenschaftliche Begriffsgeschichte
Der Entwicklung des Konzepts eines Klimaklubs war eine wissenschaftliche Debatte vorausgegangen, die das Potenzial multilateraler Abkommen zur Erreichung von Klimazielen untersuchten. Außerdem flossen Überlegungen der Spieltheorie und der Klubgüter ein.
Der Vorschlag des Klimaklubs geht zurück auf den Wissenschaftler William D. Nordhaus, Professor an der Yale University für Volkswirtschaftslehre und Träger des Wirtschaftsnobelpreises. Er stellte seinen Vorschlag im November 2015 im Artikel “Climate Clubs: Overcoming Free-Riding in International Climate Policy” in der Fachzeitschrift The American Economic Review vor. Die Veröffentlichung lag unmittelbar vor der UN-Klimakonferenz in Paris 2015. Nordhaus legte dem Fachartikel das Problem zu Grunde, dass trotz Bemühungen im Klimaschutz es keine Anreize für Staaten gebe, Emissionen von Treibhausgas erheblich zu vermindern, da bisherigen internationalen Klima-Abkommen das Trittbrettfahrerproblem, dass alle Staaten auf die jeweils anderen für Einsparungen von Treibhausgasen hofften, innehätten. [Original: “… it has up to now proven difficult to induce countries to join in an international agreement with significant reductions in emissions. The fundamental reason is the strong incentives for free-riding in current international climate agreements.” (William Nordhaus: Climate Clubs: Overcoming Free-Riding in International Climate Policy, 2015, deutsch: „… es hat sich als schwierig gezeigt, Staaten dazu zu bringen einem internationalen Abkommen zur erheblichen Reduktion von Emissionen beizutreten. Der wesentliche Grund ist, dass es starke Anreize zum Trittbrettfahren in den aktuellen internationalen Klimaabkommen gibt.“)] Den Vorschlag eines Klimaklubs verstand er als wissenschaftlichen Idealtyp einer Lösung, nicht als wirtschaftspolitischen Vorschlag.
Der Klimaklub wäre ein multilaterales Handelsabkommen mit einheitlichen Standards:
- Strafzölle oder CO2-Grenzsteuerausgleich als Ausgleichsabgabe für nicht teilnehmende Staaten, wenn sie Waren an Vertragsstaaten verkaufen[3]
- CO2-Steuern in den teilnehmenden Staaten[3]
- einheitliche Steuertarife für diese CO2-Steuern unter den Vertragsstaaten[3]
- Verständigung über und Vereinheitlichung der CO2-Preise, Steuern und Strafzölle unter den Vertragsstaaten[3]
- einheitliche Ziele zur Verminderung von CO2-Emissionen[3]

Nordhaus berechnete, dass sich dies für die teilnehmenden Vertragsstaaten lohne, sobald eine kritische Masse an Staaten erreicht sei. Die Wirkung des Klimaklubs erreiche auch Nicht-Vertragsstaaten, da diese von deren Vereinbarungen ebenso betroffen seien. Der Austritt wäre unattraktiv, der Beitritt für die Nicht-Teilnehmer verlockend.
Nordhaus veröffentlichte seitdem wiederholt Fachartikel zu diesem Thema.
Die Idee eines Klimaklubs wurde von anderen Wirtschaftswissenschaftlern befürwortet und wissenschaftlich diskutiert.
Dabei ging es auch um die Frage, welche Staaten an einem Klimaklub teilnehmen müssten, damit er erfolgreich sei, bspw. die USA, die Europäische Union, China oder Indien.

### Politische Debatte
In der Öffentlichkeit wurde der Vorschlag von Bundesfinanzminister Olaf Scholz ab dem Jahr 2021 bekannt, der auf den Ideen von Nordhaus basiert. Diese stellte er zunächst in einem Eckpunktepapier des Bundesfinanzministeriums im Mai 2021 der Öffentlichkeit vor. Er stellte das Konzept beim Finanzministertreffen der G7- und der G20-Staaten vor.
Am 25. August 2021 legte das Bundesfinanzministerium ein Eckpunktepapier der Bundesregierung zum Beschluss vor. Damit solle das 1,5-Grad-Ziel erreicht werden. Olaf Scholz kündigte darin Gespräche mit den EU-Staaten, den USA, China, Indien und den G20-Staaten an. Teil des Eckpunktepapiers ist die Forderung, dass sich die Handelspartner gegenseitig in der Transformation des Industriesektors, in der Produktion von Wasserstoff, Ammoniak, Rohbenzin, Methanol und synthetischen Kraftstoffen fördern.
Die Publizistin Petra Pinzler kritisierte, der Klimaklub sei Ausdruck eines „janusköpfingen Verhalten[s]“ des Kabinett Scholz, denn Deutschland behindere zugleich ehrgeizige Fortschritte und sei in Folge des Russischen Angriffskriegs gegen die Ukraine an der Erschließung neuer Gasquellen weltweit interessiert. Darüber hinaus mangele es dem Klimaklub an Mitgliedsstaaten (Stand: Mai 2023), weswegen er eher einem „Verein zur Förderung der grünen Industrietransformation“ gleiche.

### Umsetzung
Auf dem G7-Gipfel auf Schloss Elmau 2022 beschloss die Gruppe der Sieben die Einrichtung eines Klimaklubs. Gründungsmitglieder waren folglich: Deutschland, Frankreich, Italien, Japan, Kanada, Großbritannien und Nordirland und die Vereinigten Staaten von Amerika sowie die Europäische Union. Der Klimaklub sei offen für weitere Staaten, es sei eine Einladung ergangen an die Volksrepublik China, Schwellenländer und am wenigsten entwickelte Länder. Die Gruppe der Sieben beschloss am 12. Dezember 2022 eine Satzung des Klimaklubs.
Die Gruppe der Sieben beauftragte die Organisation für Wirtschaftliche Zusammenarbeit und Entwicklung in Zusammenarbeit mit der Internationalen Energieagentur ein Gründungssekretariat zu bilden. Die erste Sitzung fand am Rande des Petersberger Klimadialogs im Mai 2023 in Berlin statt. Das Hauptthema waren die Arbeitsweise des Klimaklubs sowie die Strategie der Dekarbonisierung.
Im Jahr 2023 traten weitere Staaten dem Klimaklub bei: Argentinien, Australien, Ägypten, Chile, Costa Rica, Dänemark, Finnland, Indonesien, Irland, Kasachstan, Kenia, Kolumbien, Luxemburg, Marokko, Mosambik, Niederlande, Norwegen, Österreich, Peru, Schweden, Schweiz, Singapur, Spanien, Südkorea, Thailand, TürkeiUkraine, Uruguay und Vanuatu. Am 1. Dezember 2023 fand während der UN-Klimakonferenz in Dubai 2023 ein weiteres Treffen statt, der Klimaklub nahm seine Arbeit auf und Chile und Deutschland übernahmen den Vorsitz.
Neu dazu im Jahr 2024 kamen bislang (in chronologischer Reihenfolge): Belgien, Polen, Bangladesch, Neuseeland, Slowakei, Kroatien.
Der Klimaclub hat zum derzeitigen Stand 46 Mitglieder.